# Clădirea fostei școli primare (Hlinaia)
Clădirea fostei școli primare este o clădire amplasată în Hlinaia, Unitățile Administrativ-Teritoriale din Stînga Nistrului, Republica Moldova. Este un monument arhitectural de importanță națională inclus în Registrul monumentelor Republicii Moldova ocrotite de stat cu nr. 505 (raionul Grigoriopol). Datează de la sf. sec. XIX – înc. sec. XX.